# Resolutie 936 Veiligheidsraad Verenigde Naties
Resolutie 936 van de Veiligheidsraad van de Verenigde Naties werd unaniem aangenomen op 8 juli 1994.

## Achtergrond
In 1980 overleed de Joegoslavische leider Tito, die decennialang de bindende kracht was geweest tussen de zes deelstaten van het land. Na zijn dood kende het nationalisme een sterke opmars en in 1991 verklaarde Bosnië en Herzegovina zich onafhankelijk. De Servische minderheid in het land kwam hiertegen in opstand. Er brak een burgeroorlog uit, waarbij ze probeerden de Bosnische volkeren te scheiden. Tijdens die oorlog vonden massamoorden plaats waarbij tienduizenden mensen omkwamen. In 1993 werd het Joegoslavië-tribunaal opgericht, dat de oorlogsmisdaden die hadden plaatsgevonden moest berechten.

## Inhoud
De Veiligheidsraad:
- herinnert aan de resoluties 808 en 827;
- met betrekking tot artikel 16 (4) van het statuut van het Internationaal Tribunaal voor de Berechting van Personen Verantwoordelijk voor Ernstige Schendingen van het Internationaal Humanitair Recht Gepleegd op het Grondgebied van Voormalig Joegoslavië sinds 1991;
- overwoog de nominatie van Richard Goldstone (Zuid-Afrika) als openbaar aanklager;
- stelt Goldstone aan als openbaar aanklager van het tribunaal.

## Verwante resoluties
- Resolutie 913 Veiligheidsraad Verenigde Naties
- Resolutie 914 Veiligheidsraad Verenigde Naties
- Resolutie 941 Veiligheidsraad Verenigde Naties
- Resolutie 942 Veiligheidsraad Verenigde Naties

Lijst ·  893 ·  894 ·  895 ·  896 ·  897 ·  898 ·  899 ·  900 ·  901 ·  902 ·  903 ·  904 ·  905 ·  906 ·  907 ·  908 ·  909 ·  910 ·  911 ·  912 ·  913 ·  914 ·  915 ·  916 ·  917 ·  918 ·  919 ·  920 ·  921 ·  922 ·  923 ·  924 ·  925 ·  926 ·  927 ·  928 ·  929 ·  930 ·  931 ·  932 ·  933 ·  934 ·  935 ·  936 ·  937 ·  938 ·  939 ·  940 ·  941 ·  942 ·  943 ·  944 ·  945 ·  946 ·  947 ·  948 ·  949 ·  950 ·  951 ·  952 ·  953 ·  954 ·  955 ·  956 ·  957 ·  958 ·  959 ·  960 ·  961 ·  962 ·  963 ·  964 ·  965 ·  966 ·  967 ·  968 ·  969